# 由希子 -輝くいのち-
『由希子 -輝くいのち-』（ゆきこ かがやくいのち）は、愛本みずほの少女漫画作品である。「別冊フレンド」1994年9月号（講談社）に掲載。
骨髄移植推進財団（現：日本骨髄バンク）が作成した骨髄移植啓発キャンペーンCM『10万人目の奇跡』のモデルとなった白血病患者、中堀由希子の白血病の発症・告知から、恋人との出会い、骨髄移植啓発運動への参加、日本初の海外からの輸送による骨髄移植を描いた物語である。

## あらすじ
ニュージーランド留学中に慢性骨髄性白血病を発症・告知された由希子。骨髄移植をすれば助かるのだが家族・親戚にはHLAが適合する人は見つからなかった。そのとき、由希子を訪れたのは自身も白血病になり母親からの骨髄移植で助かった大谷貴子。彼女の勧めで由希子は骨髄移植推進財団の骨髄移植啓発運動に参加を決意する。講演とCMやTVの撮影、そして闘病中に出会った恋人・しーくんとの日々…… そして、アメリカの骨髄バンクでHLAの適合者が見つかり海を越えた骨髄の移送と移植が始まる…

## 登場人物
中堀 由希子（なかほり ゆきこ）
本作の主人公。慢性骨髄性白血病を発症する。自身のドナーを探すため、骨髄移植啓発運動へ参加しキャンペーンCM『10万人目の奇跡』にも出演する。後にアメリカでドナーが見つかり海外からの骨髄移植の最初の患者となる。
辻井 重吉（つじい しげよし）
由希子の恋人。由希子の友人（とその恋人）の紹介で知り合う。由希子は「しーくん」と呼んでいる。由希子の病気について詳しく聞こうとしたが「私は体の少し弱い普通の子…と思ってもらえるとうれしい」という由希子の手紙を受け取り細かくは聞かないようになった。
大谷 貴子（おおたに たかこ）
元白血病患者であり、骨髄バンクの設立に奔走する女性。由希子に骨髄移植啓発キャンペーンCMの出演を勧めた。
2019年現在は特定非営利活動法人・全国骨髄バンク推進連絡協議会の会長。

## 書誌情報
- ISBN 4-06-303003-2

### 同時収録作品
- 愛する人へ…「別冊フレンドDXジュリエット」1995年3月号
- 10cmの向こう側「別冊フレンド」1993年1月号
- おちゃめたちの楽園「別冊フレンド」1995年7月号